# Juste une question d'amour
Pour plus de détails, voir Fiche technique et Distribution.
Juste une question d'amour est un téléfilm dramatique franco-belge réalisé par Christian Faure et diffusé le 26 janvier 2000 sur la chaîne France 2.

## Synopsis
Parce que toute sa famille avait renié son cousin qui, lui aussi homosexuel, est mort d'une hépatite, Laurent n'ose encore rien dire à ses parents même s'il assume parfaitement son homosexualité. Il vit avec sa meilleure amie Carole, qui se fait passer pour sa petite-amie afin que ses parents ne le soupçonnent pas. Un jour, il fait son premier stage à l'école d'ingénieurs agronomes de Lille où il rencontre un certain chercheur à l'INRA prénommé Cédric…

## Fiche technique
Sauf indication contraire ou complémentaire, les informations mentionnées dans cette section proviennent du générique de fin de l'œuvre audiovisuelle présentée ici.
- Titre original : Juste une question d'amour
- Titre international : Just a Question of Love
- Réalisation : Christian Faure
- Scénario : Pierre Pauquet
- Musique : Charles Court
- Décors : Perrine Rulens
- Costumes : Christine Jacquin
- Photographie : Louis-Philippe Capelle
- Montage : Marie-Claude Lacambre
- Production : Martine Chicot
- Production exécutive : Dominique Janne
- Sociétés de production : France 2, Hamster Productions, RTL TVI et K2
- Société de distribution : France Télévisions
- Pays de production :  France,  Belgique
- Langue originale : français
- Format : couleur – 16:9
- Genre : drame, romance
- Durée : 88 minutes
- Date de diffusion :
  - France : 26 janvier 2000

## Distribution
- Cyrille Thouvenin : Laurent Mouriès
- Stéphan Guérin-Tillié : Cédric Martin
- Éva Darlan : Emma Martin
- Danièle Denie : Jeanne Mouriès
- Idwig Stéphane : Pierre Mouriès
- Caroline Veyt : Carole
- Laurence César : Martine
- Jean-Pierre Valère : Georges
- Raphaëlle Lubansu : Noëlle
- Jean-Baptiste Lefèvre : Didier
- Aurélie Godichal : Marine
- Jonathan Fox : Alain
- Marcel Dossogne : M. Bermand
- Bruno Georis : le médecin d'Emma
- Diego Vanhoutte : Mathieu

## Production

### Genèse et développement
Martine Chicot, productrice de France 2, demande à Pierre Pauquet (1951-2016,) une histoire d'amour pour la télévision, et ce dernier sort un vieux projet de roman autobiographique intitulé Du verbe aimer. « Je lutte depuis trente ans pour faire sortir l'homosexualité de son ghetto. Si je n'avais pas écrit ce film à la première personne du singulier, je me serais trahi moi-même », avoue l'auteur du scénario.

### Tournage

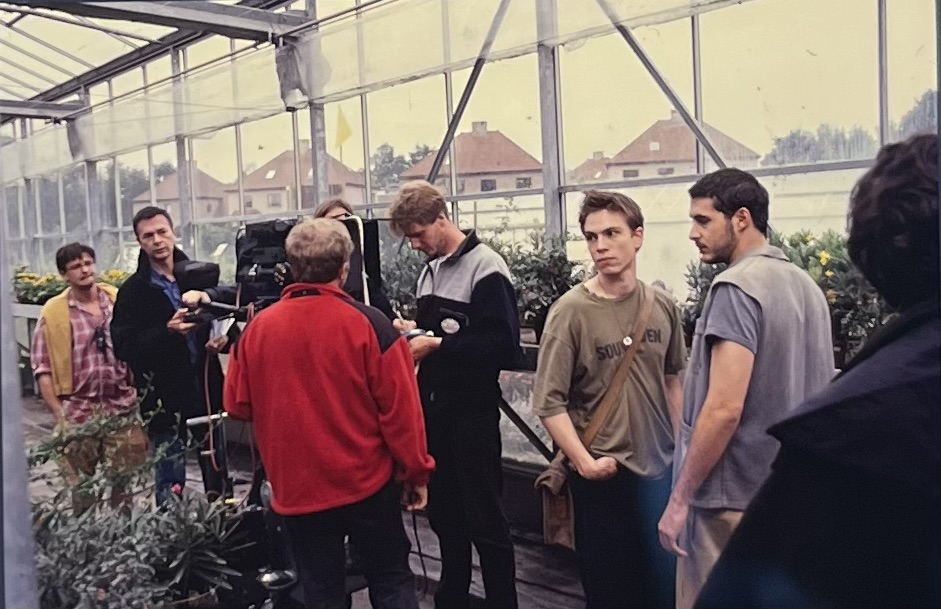
Tournage à la pépinière de Boitsfort, à Watermael-Boitsfort.

Le tournage a lieu en Belgique, précisément dans la région de Bruxelles pour l'hôpital Erasme et le pont Sobieski à Bruxelles, ainsi qu'en province du Brabant wallon pour l'école provinciale horticole de La Hulpe, pour la Grand-Place à Rebecq, pour la gare de Tubize et en province du Brabant flamand pour le lycée Horteco de Vilvorde, en passant par la pépinière de Boitsfort à Watermael-Boitsfort.

### Musique
La musique du film est composée par Charles Court. La chanson Happy Birthday de Mildred J. et Patty Hill se figure dans le film, sans mentionner au générique.

## Accueil

### Diffusion
Juste une question d'amour, premier téléfilm sur le thème de l'homosexualité à la télévision, diffusé le 26 janvier 2000 à 20 h 50 sur France 2, est suivi par 6,3 millions téléspectateurs (28,6 % de parts de marché),. Après la première diffusion française, la production reçoit de nombreuses lettres et beaucoup d'appels, beaucoup faisant état d'un « soulagement ».

### Accueil critique
Le Parisien applaudit au téléfilm Juste une question d'amour, « une programmation courageuse. Une chose est sûre, France 2 fait preuve d'une belle audace en programmant cette fiction dans la case familiale du mercredi. De même, on peut saluer les prestations de Cyrille Thouvenin et de Stéphan Guérin-Tillié, tous deux formidables dans les rôles principaux. Des rôles refusés par plusieurs jeunes comédiens avant eux… Une question d'image ? » Isabelle Potel du Libération assure que le téléfilm « met en demeure les gays d'être intelligents et compréhensifs pour deux ("vous n'avez pas le choix", semble-t-il dire), et les parents, quels qu'ils soient, de s'interroger de temps en temps sur la sorte d'amour qu'ils portent à leurs enfants. »
Olivier Mauraisin du journal Le Monde, destiné pour la télévision, souligne que « les tabous tombent. Téléfilms, séries, magazines : les chaînes ne craignent plus de mettre en scène des sujets et des personnages homosexuels. Et comme, en plus, ça marche… (…) Deux garçons qui s’embrassent. Deux garçons qui s’aiment, tout simplement. C’est sans fausse pudeur ni provocation. ». David Lebois du webzine Media-G.net précise que « la qualité de ce téléfilm illustrant la difficulté de l’acceptation de l’homosexualité dans l’entourage familial, la description sous un jour positif de l’homosexualité et le ton juste adopté ont suscité une émotion comparable au film culte Beautiful Thing… et surtout de nouvelles commandes sur le sujet de la part des chaînes ! À lui seul, ce téléfilm symbolise le vent nouveau qui souffle sur la télévision française. ».